# روت بلک برن
روت بلک برن (انگلیسی: Ruth Blackburn؛ زادهٔ ۲۷ مهٔ ۱۹۹۲) بازیکن فوتبال اهل استرالیا است.
از باشگاه‌هایی که در آن بازی کرده‌است می‌توان به بریزبن رور اشاره کرد.